# Canoparmelia eruptens
Canoparmelia eruptens är en lavart som först beskrevs av Kurok., och fick sitt nu gällande namn av Elix & Hale. Canoparmelia eruptens ingår i släktet Canoparmelia och familjen Parmeliaceae.   Inga underarter finns listade i Catalogue of Life.